# Tetrachlorozlatitan sodný
Tetrachlorozlatitan sodný je anorganická sloučenina se vzorcem NaAuCl4, sodná sůl komplexního tetrachlorozlatitanového aniontu AuCl4−. Jedná se o oranžovou pevnou látku, která se může vyskytovat jako bezvodá, nebo jako dihydrát; zakoupit lze obě tyto podoby.

## Příprava a výroba
Příprava tetrachlorozlatitanu sodného obvykle začíná smícháním roztoků kyseliny tetrachlorozlatité a chloridu nebo uhličitanu sodného. Směs se míchá při 100 °C, a následně odpařováním, ochlazováním, krystalizací, a vysoušením vznikají oranžové krystaly tetrachlorozlatitanu sodného.
H[AuCl4] + NaCl → Na[AuCl4] + HCl
2 H[AuCl4] + Na2CO3 → 2 Na[AuCl4] + H2O + CO2
Jsou známy i účinnější postupy, například reakce zlata se sodnými solemi kyslíkatých kyselin chloru a kyselinou chlorovodíkovou.

## Použití
Tento komplex se používá například jako katalyzátor hydrochlorace acetylenu a oxidací thioetherů.